# Cleiton Xavier
Cleiton Ribeiro Xavier (São José da Tapera, 23 marzo 1983) è un ex calciatore brasiliano, di ruolo centrocampista.

## Carriera

### Club
Ha militato nel Centro Sportivo Alagoano fino al 2002, venendo acquistato dall'Internacional di Porto Alegre.
Nel 2005 viene ceduto in prestito allo Sport e poi al Brasiliense e nel 2006 va in prestito al Gama e al Marília.
Nel 2007 passa, sempre in prestito, dal Figueirense. In due stagioni colleziona 61 presenze segnando 12 gol.
Nel 2009 viene acquistato dal Palmeiras, in cui gioca 32 volte segnando 3 gol.
Nel luglio 2010 passa al Metalist Kharkiv per una cifra intorno ai 6 milioni di euro. Nella nuova squadra sceglie la maglia con il numero 10. In questa squadra viene soprannominato ''Professor Xavier''.

### Nazionale
Il 7 settembre 2009 viene convocato dal C.T. Carlos Dunga per la partita contro il Cile delle qualificazioni ai mondiali.

## Palmarès

### Club

#### Competizioni statali
- Campionato Gaúcho: 2

Internacional: 2003, 2004
- Campionato Catarinense: 1

Figueirense: 2008

#### Competizioni nazionali
- Coppa del Brasile: 1

Palmeiras: 2015
- Campionato brasiliano: 1

Palmeiras: 2016